# خالد حناني
خالد حناني- رياضي بارالمبي من الجزائر يشارك بشكل أساسي في سباقات المسافات المتوسطة من الفئة T37 .
شارك خالد لأول مرة في الألعاب البارالمبية في عام 2004 حيث شارك في سباق 800م فئة T37، واستطاع الحصول على الميدالية البرونزية في سباق 1500م فئة T37 بزمن قدره (4.26.05) قي حين حقق التونسي محمد الشارمي صاحب الميدالية الذهبية في هذا السباق زمن قدرة (4.22. 09) ، ولم يتمكن حناني من تكرار هذا الإنجاز في بكين عام 2008 حيث احتل المركز الثامن في سباق 800 متر.م. 

## المشاركات الرياضية
يوضح الجدول التالي مشاركات خالد حناني الرياضية ، والتي تتمثل في
| م | الحدث الرياضي                          | التاريخ | المكان         | الرياضة                                                            | النتائج         |
| - | -------------------------------------- | ------- | -------------- | ------------------------------------------------------------------ | --------------- |
| 1 | بطولة العالم لألعاب القوى لذوي الإعاقة | 2002    | فرنسا          | سباق 800 متر رجال T37 سباق 5000 متر رجال T37 سباق 1500متر رجال T37 | بدون ذهبية فضية |
| 2 | دورة الألعاب البارالمبية الصبفية       | 2004    | أثينا- اليونان | سباق 1500 متر رجال T37 سباق 800 متر رجال T37                       | برونزية بدون    |
| 3 | بطولة العالم لألعاب القوى لذوي الإعاقة | 2006    | آسن- هولندا    | سباق 1500 متر رجال T37 سباق 800 متر رجال T37                       | بدون            |
| 4 | دورة الالعاب البارالمبية الصبفبة       | 2008    | بكين- الصين    | سباق 800 متر رجال T37                                              | بدون            |
| 5 | بطولة العالم لألعاب القوى لذوي الإعاقة | 2011    | نيوزيلندا      | سباق 1500 متر رجال T37 سباق 800 متر رجال T37                       | بدون            |
| 6 | دورة الألعاب البارالمبية الصيفية       | 2012    | لندن- بريطانيا | سباق 1500 متر رجال T37 سباق 800 متر رجال T37                       | بدون            |

## أنظر أيضًا
- الألعاب البارالمبية الصيفية 2004
- الألعاب البارالمبية الصيفية 2008